# Девеси, Баддели
Сэр Баддели Девеси (англ. Baddeley Devesi, 16 октября 1941, Восточный Татибоко, Гуадалканал, протекторат Британские Соломоновы острова — 16 февраля 2012) — генерал-губернатор Соломоновых Островов (1978—1988).

## Биография
Получил образование в нескольких школах: Школе Св. Марии в Маровово, Школе Георга VI. Затем поступил в один из педагогических колледжей новозеландского города Окленд. В 1965—1966 годах работал преподавателем в школах Меланезийской миссии на Соломоновых Островах. В 1967—1968 годах был членом Законодательного и исполнительного совета Соломоновых Островов. В 1970—1972 годах работал преподавателем в Педагогическом колледже Соломоновых Островов, а в 1972 году стал секретарём-помощником по вопросам социального обеспечения. Впоследствии занимал несколько министерских постов.
С 7 июля 1978 года по 7 июля 1988 года занимал пост генерал-губернатора Соломоновых Островов. С 1989 по 1991 год был министром иностранных дел и торговли, с 1990 по 1992 год — министром внутренних дел и заместителем премьер-министра. В 1992 году некоторое время занимал пост министра здравоохранения, а с 1996 по 2000 год — вновь заместителя премьер-министра и министра транспорта, коммуникаций и авиации. В 2000 году ушёл из политики.
Выступая в качестве одного из лидеров периода борьбы за независимость, Девеси подвергал критике Великобританию за то, что она не осуществила подготовку к передачи суверенитета островам, что в дальнейшем привело к многочисленным политическим кризисам, разразившимся в стране после получения независимости. По этому поводу он говорил: «…империя оставила после себя систему британского правосудия и парламент, но для островного государства с 4 вулканами и 70 языками».
В 1993 году Девеси выступил перед Генеральной Ассамблеей ООН и выразил своё беспокойство по поводу того, что Рамочная конвенция об изменении климата недостаточно отвечает вызовам глобального потепления. Кроме того, он был одним из защитников Договора Раротонга.
Являлся Рыцарем Великого креста Королевского Викторианского ордена и Ордена Святого Михаила и Святого Георгия.